# Kosmos 419
Kosmos 419 was een Russische onbemande ruimtevlucht naar Mars. Hoogstwaarschijnlijk, echter niet zeker, was deze missie bedoeld om als eerste ruimtevaartuig in een omloopbaan rond de rode planeet te geraken. De Verenigde Staten lanceerde twee dagen daarvoor de Mariner 8, maar die eindigde in een mislukking. Tijdens de Koude Oorlog grepen beide supermachten iedere kans aan om hun technologische superioriteit te bewijzen.

## Opbouw
Dit toestel was een gedeeltelijke kopie van Mars 2, maar niet uitgerust met een lander. De orbiter was echter identiek. Zijn belangrijkste taak was foto's nemen. Verder moest het aanvullende informatie over Mars verzamelen en onderzoek doen naar de zonnewind, het interplanetaire magnetisch veld en magnetosfeer van Mars.
Door het ontbreken van een lander was de cilindervormige Kosmos 419 slechts 3,00 m hoog, met twee zonnepanelen aan de zijkant. In tegenstelling tot Mars 3 beschikte Kosmos 419 over twee schotelantennes (die van Mars 3 had een diameter van 2,50 m). Verder droeg het een Frans experiment om zonnestraling te meten. Aan de basis mat deze verkenner 2,00 m en de spanwijdte met uitgeklapte zonnepanelen kwam op 5,90 m.
Indien daadwerkelijk identiek aan Mars 2 droeg Kosmos 419 de volgende uitrusting:
- Magnetometer
- Infrarood radiometer
- Radiotelescoop
- Drie fotometers, in infrarood, ultraviolet en zichtbaar licht
- Twee camera's
- Kosmische stralingsdetector
- Twee spectrometers, waarvan een voor het opsporen van waterdamp

Het exacte gewicht van deze sonde is onbekend, maar een met lander uitgeruste orbiter van dit type woog afgetankt 4650 kg (leeg 2265 kg), waarvan 1210 kg voor de lander. De orbiter zelf woog 3440 kg.

## Vluchtverloop
Kosmos 419 werd gelanceerd op 10 mei 1971 vanaf Tjoeratam te Bajkonoer. De Proton draagraket bracht de sonde in een parkeerbaan met een hoogste punt van 174 km, een laagste punt van 158,5 km en een omlooptijd van 87,7 minuten. De inclinatie bedroeg 51,4° bij een excentriciteit van 0,00118. Vervolgens eindigde deze missie voortijdig door een blunder van het technisch personeel. Een tijdklok van de ontsteker in de vierde trap stond normaliter dusdanig afgesteld, dat deze de raketmotor anderhalf uur na lancering deed ontbranden. In ongeveer vier minuten zette deze de sonde op koers naar zijn doel. Een onjuiste instelling veranderde dit in anderhalf jaar. Door de lage parkeerbaan viel Kosmos 419 al snel terug naar de Aarde en verbrandde op 12 mei 1971 in de atmosfeer. Deze negende Russische poging om de rode planeet te bereiken mislukte, net als zijn voorgangers. Met beide volgende pogingen, op 19 mei en 28 mei 1971, had het land meer geluk. Met Mars 2 (eerste vaartuig dat op Mars terechtkwam) en 3 (eerste zachte landing op Mars) boekten de Russen twee primeurs.

## Naam
Vanaf 1962 kregen onbemande vluchten in een aardbaan veelal een Kosmos-nummer, ongeacht of het bereiken van een baan om de Aarde het missiedoel was. Interplanetaire missies die niet uit een parkeerbaan wegkwamen, doopte de Sovjet-Unie zo om tot een Kosmos missie.